# Алек Джон Сач
Александр «Алек» Джон Сач (англ. Alexander "Alec" John Such, він же Елек Янош Сюч, угор. Szűcs Elek János; 14 листопада 1951, Йонкерс, Нью-Йорк — 5 червня 2022) — американський рок-музикант угорського походження, відомий в першу чергу як бас-гітарист оригінального складу гурту Bon Jovi.

## Життєпис
Сач навчався в середній школі Rahway. Пізніше він вчився в середній школі в Перт-Ембой.
Почав грати на скрипці у віці 7 років за ініціативою батьків і був прийнятий в оркестр штату Нью-Джерсі як скрипаль. Однак така гра Алеку не подобалась. У підлітковому віці він зустрів гурт поряд з домом, якому був потрібен басист і вирішив приєднатися до них. Хоча він і не володів на той момент інструментом, незабаром навчився грати.
Грав зі своїм майбутнім колегою Річі Самборой у гуртах Message і Phantom's Opera разом з Тіко Торресом і Діном Фазано. Пізніше Сач приєднався до гурту, що тільки зароджувався під назвою Bon Jovi. У його складі він записав п'ять альбомів. Окрім гри на гітарі, Сач іноді виконував вокальні партії. Зокрема, під час концертів гурту він виконував пісню «Blood on Blood».
Сач покинув Bon Jovi в 1994 році, після релізу збірника Cross Road. Він ніколи не пояснював причини, через які він покинув гурт. Джон Бон Джові й Річі Самбора в одному з інтерв'ю заявили, что Сача звільнено за погану роботу під час концертних виступів. У іншому інтерв'ю Джон сказав таке: «Алек хотів взяти перерву. Спочатку ми поцікавились, чи зможе він записати наступний студійний альбом, не будучи на гастролях, але ми розуміли, що це неможливо». Однією з причин, можливо, стало падіння з мотоцикла під час запису альбому Keep The Faith. При падінні він пошкодив м'яз руки й був змушений постійно шукати зручне положення, в якому зміг би грати на своєму інструменті не відчуваючи болі, особливо під час концертів. Але коли Сач зрозумів, що не може грати краще, він впав у відчай і депресію. У багатьох турах йому потрібна була присутність психолога. Тим не менше, ввечері перед концертом Алек напився, щоб позбутися страху, але з цього не вийшло нічого доброго. Тоді гурт після виконання декількох пісень запропонував йому покинути сцену й концерт пройшов без нього. Після того як Сач пішов, учасники гурту домовились, що його не потрібно замінювати офіційно. З того часу в гурті на бас-гітарі грає Х'ю Макдональд, який брав участь у записі ще дебютного синглу Bon Jovi — «Runaway», з однойменного альбому 1984 року. Мавши статус «неофіційного учасника», Макдональд не з'являвся на обкладинках або рекламних плакатах, окрім участі в фотосесії для обкладинки сингла 1999 року «Real Life». В 2016 році Х'ю Макдональд став офіційним учасником Bon Jovi. Востаннє Сач у складі гурту виступав 2001 року, під час концертного туру One Wild Night Tour. Концерт проходив на стадіоні Giants у Нью-Джерсі, де Алек вийшов на сцену, коли гурт виконував пісню «Wanted Dead or Alive».
Після того, як Сач покинув Bon Jovi, він грав з різноманітними місцевими гуртами в Нью-Джерсі, а також зайнявся бізнесом, відкрив магазин мотоциклів у Нью-Йорку. В 1998 році він був менеджером рок-гурту 7th Heaven з Чикаго разом з Джеймсом Янгом з гурту Styx.
14 квітня 2018 року Сач і Самбора воз'єднались з Bon Jovi на церемонії введення гурту в Залу слави рок-н-ролу. Алек першим з музикантів вимовив промову з подякою. Сам же на сцену вийшов для виконання разом з гуртом пісні «Livinʼ on a Prayer».

## Дискографія

### Студійні альбоми
- Bon Jovi (1984)
- 7800° Fahrenheit (1985)
- Slippery When Wet (1986)
- New Jersey (1988)
- Keep the Faith (1992)

| - Cross Road (1994) - Tokyo Road: Best of Bon Jovi (2001) - One Wild Night Live 1985–2001 (2001, концертний альбом) - 100,000,000 Bon Jovi Fans Can't Be Wrong (2004) - Greatest Hits (2010) |